# 意大利裔英國人
意大利裔英國人（英文口語：Britalians），泛指意大利裔的英國居民或公民，他們可以是英國出生、從意大利移民到英國或從其他國家移居到英國的意大利裔公民。他們亦可以細分為意大利裔英格蘭人、意大利裔蘇格蘭人和意大利裔威爾斯人。

## 歷史

### 羅馬時期
古羅馬人是最早抵達不列顛群島的意大利人，可以追溯至前55年及54年，當凱撒大帝帶領的軍隊到英格蘭東南部進行遠征戰役起，以及克勞狄一世在43年侵略和最終攻陷了不列顛群島。根據歷史學家特奧多爾·蒙森的估算，在五個世紀的羅馬人管治期間，有超過5萬名羅馬士兵（主要來自巴爾干地區）最後定居在英國。

## 知名人物
- 意大利裔英國人列表（英语：List of British Italians）

## 外部連結
- The British Italian Society （页面存档备份，存于）
- Museum of London: Reassessing what we collect: Italian London
- History of Little Italy in Ancoats （页面存档备份，存于）
- Stories of Friendship,1943–1945